# Haloragodendron racemosum
Haloragodendron racemosum är en slingeväxtart som först beskrevs av Jacques-Julien Houtou de La Billardière, och fick sitt nu gällande namn av Anthony Edward Orchard. Haloragodendron racemosum ingår i släktet Haloragodendron och familjen slingeväxter. Inga underarter finns listade i Catalogue of Life.